# Живот Емила Золе
Живот Емила Золе (енгл. The Life of Emile Zola) је амерички биографски филм из 1937. године о француском писцу из 19. века Емилу Золи са Полом Мунијем у главној улози, у режији Вилијама Дитерлија. Премијерно је приказан у позоришту Carthay Circle Theatre у Лос Анђелесу, уз велики код критике и по питању зараде. Савремене критике рангирале су га као највећи биографски филм направљен до тог времена. Године 2000, Конгресна библиотека га је одабрала за чување у Националном филмском регистру Сједињених Држава као „културолошки, историјски или естетски значајан“.
Продуциран током Велике депресије и након што је Нацистичка партија преузела власт у Немачкој, филм није успео да истражи кључно питање антисемитске неправде у Француској крајем 19. века, када се Зола укључио у Драјфусову аферу и радио на ослобађању официра. У неким новијим студијама филм је забележен као пример холивудске бојажљивости у то време: антисемитизам није помињан у филму, нити је у дијалогу речено „Јеврејин“. Неки експлицитно антинацистички филмови су отказани у овом периоду, а други садржаји су били измењени. Ово је такође био период када је Холивуд успоставио Кодекс продукције, успостављајући унутрашњег цензора, као одговор на претње спољне цензуре.
Живот Емила Золе постао је други биографски филм који је освојио Оскара за најбољи филм.

## Радња
Године 1862. у Паризу, писац у успону Емил Зола дели стан на тавану са својим пријатељом, постимпресионистичким сликаром Полом Сезаном. Његова вереница Александрин му обезбеђује посао службеника у књижари, али убрзо бива отпуштен пошто изазове гнев свог послодавца и полицијског агента својим провокативним романом Клодове исповести. Затим сведочи многим неправдама у француском друштву, као што су претрпани сиротињски кварт на реци, незаконити рударски услови, као и корупција у француској војсци и влади. Коначно, случајни сусрет са уличном проститутком која се крије од полицијске рације инспирише његов први бестселер, Нану, који разоткрива најниже пориве париског друштва.
Упркос молбама главног цензора, Зола пише и друге успешне књиге, као што је Слом, оштра осуда француске врховне команде чије су грешке и нејединство довели до катастрофалног пораза у Француско-пруском рату 1870. године. Он постаје богат и славан, жени се Александрин и настањује у вили. Једног дана, његов стари пријатељ Сезан, још увек сиромашан и незнан, посети га пре него што напусти град. Оптужује Золу да је постао самозадовољан због свог успеха, далеко од ревносног реформатора своје младости и прекида њихово пријатељство.
У међувремену, један француски тајни агент краде писмо упућено војном аташеу у немачкој амбасади. У писму се потврђује да постоји шпијун у француском генералштабу. Уз мало премишљања, команданти војске одлучују да је капетан Алфред Драјфус издајник. Изведен је пред војни суд, јавно деградиран и затворен на Ђавољем острву у Француској Гвајани.
Касније, пуковник Пикар, нови шеф обавештајне службе, открива доказе који имплицирају мајора Валсен-Естерхазија, пешадијског официра мађарског порекла, као шпијуна. Међутим, Пикару његови претпостављени наређују да ћути како би спречио званичну срамоту и брзо је премештен на удаљену службу.
Прошле су четири године од Драјфусове деградације. Коначно, Драјфусова одана супруга Луси моли Золу да преузме случај њеног мужа. Зола је нерад да одустане од свог удобног живота, али она износи нове доказе да изазове његову радозналост. Он објављује отворено писмо, познато као „Оптужујем”, у новинама L'aurore оптужујући врховну команду да прикрива монструозну неправду, које изазива жестоке реакције по Паризу. Зола једва побегне од гневне руље подстакнуте војним агентима провокаторима, док немири избијају на градским улицама.
Као што је и очекивао, Зола је оптужен за клевету. Његов адвокат Фернанд Лабори даје све од себе против одбијања председавајућег судије да му дозволи да принесе доказе о афери Драјфус и кривоклетству и пристрасном сведочењу свих војних сведока, осим Пикара. Зола је проглашен кривим и осуђен на годину дана затвора и новчану казну од 3000 франака. Невољно прихвата савет својих пријатеља да избегне ризик да постане мученик и уместо тога побегне у Лондон, да настави кампању у име Драјфуса.
Са захтевом за правдом који достиже светски ниво, нова администрација француске војске коначно проглашава да је Драјфус невин; они који су одговорни за прикривање бивају отпуштени или извршавају самоубиство. Валсен-Естерхази срамотно бежи из земље. Зола умире од тровања угљен-моноксидом изазваног неисправним шпоретом ноћ пре јавне церемоније на којој је Драјфус ослобођен кривице и одликован орденом Легије части. Његово тело је сахрањено у париском Пантеону, где га испраћају као хероја и ратника.

## Улоге
| Глумац            | Улога                  |
| ----------------- | ---------------------- |
| Пол Мјуни         | Емил Зола              |
| Глорија Холден    | Александрин Зола       |
| Гејл Сондергард   | Луси Драјфус           |
| Џозеф Шилдкраут   | капетан Алфред Драјфус |
| Доналд Крисп      | Фернанд Лабори         |
| Ерин О’Брајен-Мур | Нана                   |
| Џон Лител         | Шарпантје              |
| Хенри О’Нил       | пуковник Пикар         |
| Морис Карновски   | Анатол Франс           |
| Луис Калхерн      | мајор Дор              |
| Ралф Морган       | командир Париза        |
| Роберт Барат      | мајор Валсен-Естерхази |
| Владимир Соколов  | Пол Сезан              |
| Грант Мичел       | Жорж Клемансо          |

## Награде
На 10. додели Оскара, филм је добио десет номинација (и тиме постао први филм у историји Оскара који је достигао двоцифрену номинацију) и освојио три награде.
| Категорија                      | Особа                                         | Исход     |
| ------------------------------- | --------------------------------------------- | --------- |
| Најбољи филм                    | Warner Bros. (Хенри Бланке, продуцент)        | Победио   |
| Најбољи режисер                 | Вилијам Дитерле                               | Номинован |
| Најбољи глумац                  | Пол Мјуни (Емил Зола)                         | Номинован |
| Споредна мушку улога            | Џозеф Шилдкраут (капетан Алфред Драјфус)      | Победио   |
| Најбољи сценарио                | Хајнц Хералд, Геза Херцег и Норман Рајли Рејн | Победио   |
| Најбоља сценографија            | Антон Грот                                    | Номинован |
| Најбоља музика, партитура       | Мак Штајер                                    | Номинован |
| Најбољи звук, снимање           | Нејтан Левинсон (Ворнер Брос. ССД)            | Номинован |
| Најбољи текст, оригинална прича | Хеинз Хералд и Геза Херцзег                   | Номинован |
| Најбољи асистент директора      | Рус Сандерс                                   | Номинован |

## Контроверзе
У својој књизи из 2013. под називом The Collaboration: Hollywood's Pact with Hitler, Бен Урванд је написао да су холивудски продуценти склопили пакт како би избегли антагонизацију Адолфа Хитлера и помогли нацистима потискивањем филмова који су приказивали бруталност нациста: „Студији су отказали неколико експлицитно антинацистичких филмове који су планирани за продукцију и из неколико других филмова избрисали све што би се могло протумачити као критично према нацистима, заједно са свиме што би се могло сматрати повољним за Јевреје — или чак једноставно признање да они постоје."
Урванд је написао да је шеф јеврејског студија Џек Л. Ворнер наредио да се реч „Јевреј” избаци из сценарија и да је Џорџу Гислингу, нацистичком конзулу у Сједињеним Државама у Лос Анђелесу, повремено било дозвољено да прегледа и даје препоруке о филмовима пре него што су дистрибуирани, са изменама које су понекад направљене на основу његових коментара. Међутим, Урвандову тезу да је Ворнер сарађивао са нацистима оштро су оспорили чланови Ворнерове породице, посебно Алиша Мајер.
У својој студији Hollywood and Hitler, 1933–1939, Томас Доерти је такође анализирао ову тему. Дејвид Денби, који је написао дугачак прегледни чланак о овом питању у Њујоркер-у, истиче да, иако Дохерти подржава неке од Урвандових теза, Дохерти пружа више контекста за понашање студија, постављајући га против политичке културе тог периода. Студији су били под друштвеним притиском током Велике депресије да продуцирају филмове који су помагали Сједињеним Државама да преброде кризу. У САД је постојао страх од политичког радикализма, док су европски покрети, од нациста до комунизма у Совјетском Савезу, сматрани претњама. Денби верује да су шефови студија, претежно Јевреји, били стидљиви и претерано опрезни, у страху за своја места у америчком друштву.